# Národní park Chagres
Chagres je národní park v Panamě. Nachází se v centrální části státu, v provinciích Panamá a Colón. Většina parku se rozkládá v povodí stejnojmenné řeky Chagres. Byl vyhlášen v roce 1985, má rozlohu 129 585 ha.  Klimatické podmínky různých částí parku jsou závislé na nadmořské výšce. V níže položených lokalitách je průměrná roční teplota 30 °C a srážkový úhrn 2 200 mm, zatímco na vrcholcích hor se teplota pohybuje kolem 20 °C a srážky dosahují hodnoty 4 000 mm. 
Většina parku je porostlá bujným tropickým lesem s vysokou biodiverzitou jak rostlinných, tak i živočišných druhů. Jednou z hlavních funkcí chráněného území je zajistit vodu v dostatečné kvalitě a kvantitě pro bezproblémový provoz Panamského průplavu. Na území parku se nachází vyrovnávací přehradní nádrž Alejuela.